# Antônio Felippe da Cunha

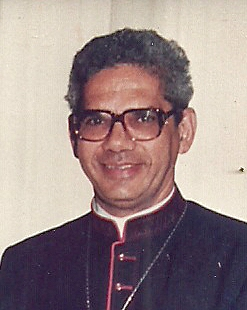
Bischof Antônio Felippe da Cunha (1991)

Antônio Felippe da Cunha SDN (* 1. Mai 1933 in Inhapim, Minas Gerais, Brasilien; † 5. März 1995) war ein brasilianischer Ordensgeistlicher und Bischof von Guanhães.

## Leben
Antônio Felippe da Cunha trat der Ordensgemeinschaft der Missionare Unserer Lieben Frau vom allerheiligsten Sakrament bei und empfing am 14. Juli 1963 das Sakrament der Priesterweihe.
Am 8. Dezember 1985 ernannte ihn Papst Johannes Paul II. zum Bischof von Guanhães. Der emeritierte Bischof von Caratinga, José Eugênio Corrêa, spendete ihm am 6. April 1986 die Bischofsweihe; Mitkonsekratoren waren der Erzbischof von Porto Velho, José Martins da Silva SDN, und der Bischof von Taubaté, Antônio Afonso de Miranda SDN.